# Have Mercy
Have Mercy è un singolo della cantante statunitense Chlöe, pubblicato il 10 settembre 2021.

## Pubblicazione
Il 1º luglio 2021, in concomitanza con il suo compleanno, Chlöe ha reso disponibile sulla rete sociale uno snippet della canzone, il quale ha presto raggiunto popolarità su TikTok. Dopo aver pubblicato alcune foto promozionali per il singolo, il 2 settembre successivo ha svelato la data di pubblicazione assieme ad un'anteprima del video, mentre il 6 settembre ha mostrato la copertina.

## Descrizione
Prodotto dall'interprete stessa assieme a Murda Beatz, Joseph L'étranger, FnZ e BoogzDaBeast, Have Mercy contiene un campionamento di Off the Chain di TT the Artist e Uniiqu3 ed è stato descritto dalla critica specializzata come un brano R&B e pop.

## Promozione
La cantante ha esibito Have Mercy per la prima volta dal vivo durante gli MTV Video Music Awards annuali il 12 settembre 2021.

## Video musicale
Il video musicale, diretto da Karena Evans, è stato reso disponibile nello stesso giorno d'uscita del singolo. Ispirato ai film per ragazzi degli anni novanta, la clip presenta alcuni cameo dell'attore Rome Flynn, della rapper Bree Runway e dell'imprenditrice Tina Knowles, madre della cantante Beyoncé.

## Tracce
Testi e musiche di Chloe Bailey, Shane Lindstrom, Jeremy McIntyre, Michael Mulé, Isaac De Boni, Theron Thomas, Nija Charles, Tedra Wilson, Cherise Gary e Marquis Gasque.
1. Have Mercy – 2:29

## Classifiche
| Classifica (2021) | Posizione massima |
| ----------------- | ----------------- |
| Canada            | 87                |
| Grecia            | 81                |
| Irlanda           | 80                |
| Portogallo        | 101               |
| Regno Unito       | 72                |
| Stati Uniti       | 28                |
| Sudafrica         | 36                |